# سدافية
السَّدَّافِيَّاتُ أو الفصيلة السدَّافية أو بَبَّغَاءُ نيوزيلندا هي فصيلة من الببغاوات تضُّمُّ ثلاث أجناس، أشهرها السَّدَّاف والبُزْبُور.